# 凯尔文·梅纳德
凯尔文·鲁宾·梅纳德（英語：Kelvin Ruben Maynard，1987年5月29日—2019年9月18日）是一名荷蘭職業足球員，主要司職右後衛。

## 球員生涯
梅纳德生於蘇里南帕拉马里博。他在禾寧丹首次上場參加職業聯賽，2006/07球季共有4次上場記錄，07/08年上場次數增加至35次，而球隊亦晉級至荷甲。
梅纳德首次荷甲上場是2008年8月31日以2-3不敵海倫芬，球季在該球季以第18名完成，來季降級回荷乙。2010年，他與葡萄牙球會奥良人簽約加盟。
2011年7月5日，他轉到匈牙利效力凯奇凯梅特，但在12月被解約。
2014年11月，他與英格蘭球會保顿艾尔宾簽約至季末。2015年7月，雙方延長了合約，但他本人在8月受傷使他整個2015/16球季報銷。

## 榮譽
禾寧丹
- 荷兰足球乙级联赛：2007–08

保顿艾尔宾
- 英格蘭足球乙級聯賽：2014–15

## 死亡
2019年9月18日，梅纳德在阿姆斯特丹遇害。當時梅纳德正駕車前往當地一所消防局以逃避兩名持槍騎摩托車的歹徒，但他的座駕撞上消防局，傷重不治。梅纳德的遺霜包括他的妻子和8歲的兒子。